# Посо (озеро)

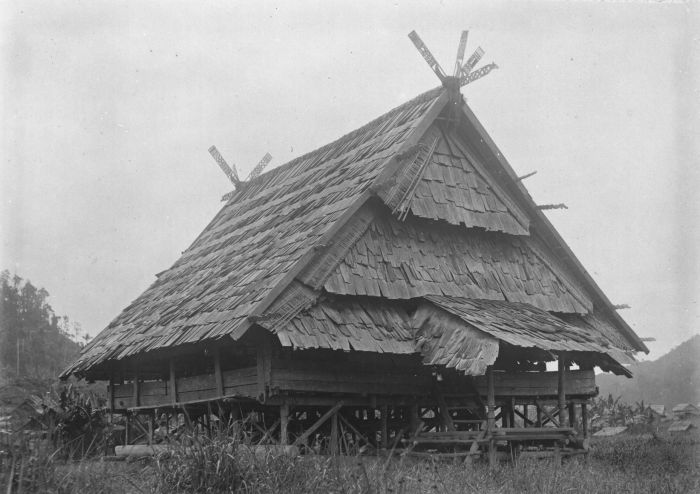
Храм Тораджа на південь від озера Посо

Озеро Посо (індонез. Danau Poso) — озеро, що лежить у провінції Центральне Сулавесі в Індонезії і є третім за глибиною озером цієї країни. В озері мешкають різноманітні види риб, в тому числі вугор Anguilla marmorata, який мігрує між озером і морем, а також 11 видів риб, що є ендеміками для цієї водойми, серед яких Adrianichthys, Mugilogobius amadi, Mugilogobius sarasinorum, Nomorhamphus celebensis, Oryzias nebulosus, Oryzias nigrimas і Oryzias orthognathus. Всі ці ендеміки перебувають перед загрозою вимирання, а деякі вже можливо вимерли. У великій кількості наявний прісноводний ендемічний равлик Tylomelania, а також кілька видів ендемічних креветок роду Caridina і крабів родини Parathelphusidae (роди Migmathelphusa, Parathelphusa і Sundathelphusa).
Містечко Пендоло лежить на південному кінці озера, містечко Тентена — на північному кінці. Крім того є кілька сіл вздовж узбережжя. Біля містечка Тентена з озера витікає річка Посо, яка скидає воду в Молуккське море поблизу міста Посо. На озері, біля села Бансеа, розташований парк, в якому ростуть дикі орхідеї. Також озеро оточене лісами, в яких все ще зрідка можна побачити аноа (карликового баффало) і бабіруса (буквально, свиня-олень). Цих двох видів, які перебувають під загрозою зникнення, в природному середовищі можна зустріти лише на острові Сулавесі.